# Sanktuarium Matki Bożej Stęszewskiej w Stęszewie
Sanktuarium Matki Bożej Stęszewskiej w Stęszewie – rzymskokatolicki kościół filialny pod wezwaniem Niepokalanego Poczęcia Najświętszej Maryi Panny i sanktuarium maryjne na prawie diecezjalnymmieszczące się w Stęszewie, w powiecie poznańskim, w województwie wielkopolskim. Należy do dekanatu stęszewskiego archidiecezji poznańskiej.
Jest to świątynia wybudowana w 1905 roku. W kościele znajduje się gotycka figura Madonny z Dzieciątkiem i obraz świętej Anny i Joachima z około 1640 roku.